# Jan van Gorp
Jan van Gorp (Roosendaal, 29 juni 1942) is een Nederlands voormalig voetballer die onder contract stond bij RBC en NAC.
Van Gorp begon bij RBC waarvan zijn vader ook voorzitter was. Naast een eenmalig optreden in het Nederlands voetbalelftal, kwam hij ook uit voor Jong Oranje, het Nederlands B-voetbalelftal en de militaire selectie. Na het voetbal legde hij zich toe op fysiotherapie en was onder meer vanaf 1974 verzorger en fysiotherapeut bij AFC Ajax. In 1970 werd Van Gorp namens de VVD verkozen in de gemeenteraad van Prinsenbeek.

## Statistieken

### Clubverband
| Seizoen | Club   | Land      | Competitie     | Wed. | Goals |
| ------- | ------ | --------- | -------------- | ---- | ----- |
| 1959/60 | RBC    | Nederland | Eerste divisie | –    | 0     |
| 1960/61 | RBC    | Nederland | Eerste divisie | –    | 0     |
| 1961/62 | RBC    | Nederland | Eerste divisie | –    | 3     |
| 1962/63 | RBC    | Nederland | Eerste divisie | –    | 1     |
| 1963/64 | NAC    | Nederland | Eredivisie     | 30   | 2     |
| 1964/65 | NAC    | Nederland | Eredivisie     | 31   | 1     |
| 1965/66 | NAC    | Nederland | Eerste divisie | 22   | 4     |
| 1966/67 | NAC    | Nederland | Eredivisie     | 33   | 5     |
| 1967/68 | NAC    | Nederland | Eredivisie     | 33   | 2     |
| 1968/69 | NAC    | Nederland | Eredivisie     | 32   | 2     |
| 1969/70 | NAC    | Nederland | Eredivisie     | 22   | 2     |
| 1970/71 | NAC    | Nederland | Eredivisie     | 33   | 1     |
| 1971/72 | NAC    | Nederland | Eredivisie     | 32   | 1     |
| 1972/73 | NAC    | Nederland | Eredivisie     | 21   | 0     |
| Totaal  | Totaal | Totaal    | Totaal         | 288  | 20    |

### Nederlands elftal
| Interlands van Jan van Gorp | Interlands van Jan van Gorp | Interlands van Jan van Gorp | Interlands van Jan van Gorp | Interlands van Jan van Gorp | Interlands van Jan van Gorp |
| No.                         | Datum                       | Wedstrijd                   | Uitslag                     | Wedstrijdverband            | Goals                       |
| --------------------------- | --------------------------- | --------------------------- | --------------------------- | --------------------------- | --------------------------- |
| 1.                          | 1 november 1967             | Nederland – Joegoslavië     | 1 – 0                       | Vriendschappelijk           | 0                           |